# Scleria pulchella
Scleria pulchella är en halvgräsart som beskrevs av Henry Nicholas Ridley. Scleria pulchella ingår i släktet Scleria och familjen halvgräs. Inga underarter finns listade i Catalogue of Life.